# Квинт Фабий Клодий Агриппиан Цельсин
Квинт Фабий Клодий Агриппиан Цельсин (лат. Quintus Fabius Clodius Agrippianus Celsinus; III век) — политический и государственный деятель эпохи Римской империи, проконсул Карии в 249 году.

## Биография
Квинт Фабий был сыном Клодия Цельсина и его жены Фабии Фусцинеллы и внуком Публия Сея Фусциана, консула 188 года и друга императора Марка Аврелия. В 249 году Цельсин был назначен проконсулом римской провинции Кария. О его дальнейшей судьбе сведений нет.

## Семья
- Жена — Лаберия Помпеяна.
- Сын — Клодий Цельсин, родился около 245 года.